# Phare de Säppi
Le phare de Säppi (en finnois : Säpin majakka) est un phare situé sur l'île de Säppi, dans le golfe de Botnie, appartenant à la municipalité d'Eurajoki, en région de Satakunta (Finlande).
Le phare de Säppi est inscrit au répertoire des sites culturels construits d'intérêt national par la Direction des musées de Finlande  en date du 22 décembre 2009.

## Histoire
Säppi est une île située à environ 14 km au sud-ouest du port de Pori. Le phare, conçu par l'architecte finlandais Axel Hampus Dalström, a été érigé sur le point le plus haut de l'île et mis en service en 1873. Une première balise en bois a été construite à Säppi par les marchands de Pori en 1779. Elle a été remplacée par un amer hexagonale en 1852.
En 1930, la tour a été renforcée avec une coque en béton armé de 15 cm d'épaisseur. Le phare a été automatisé en 1962 et aujourd'hui il est alimenté par des panneaux solaires. Le phare était à l'origine équipé d'un système à lentille de Fresnel.
L'île de Säppi fait partie du parc national de la mer de Botnie depuis 2011. Le phare et les bâtiments environnants sont inventoriés par le Conseil national finlandais des antiquités comme l'un des sites du patrimoine culturel d'importance nationale en Finlande. L'île est visitée chaque année par quelque 4 000 touristes.

## Description
Le phare  est une tour circulaire en deux étages  de 31 mètres de haut, avec galerie et lanterne. La tour est peinte en blanc et la maison de gardien est rouge, ainsi que le dôme de la lanterne. La tour est cylindrique sur le premier tiers inférieur et conique sur le haut. Il émet, à une hauteur focale de 35 mètres, trois éclats (2+1) blancs toutes les 30 secondes. Sa portée nominale est de 11 milles nautiques (environ 20 km).
Identifiant : ARLHS : FIN-055 - Amirauté : C4398 - NGA : 17448.

### Lien connexe
- Liste des phares de Finlande